# Leonard Pérez Lários
Leonard Pérez Lários, hiszp. Leonardo Pérez Lários (ur. 28 listopada 1883 w Lagos de Moreno w Meksyku, zm. 25 kwietnia 1927 w Rancho de San Joaquín) – męczennik chrześcijański i błogosławiony Kościoła rzymskokatolickiego.
Miał dwóch braci. Był znany ze swojej pobożności. Po śmierci ojca przeniósł się do León, gdzie razem z braćmi pracował w sklepie. Zapisał się do maryjnego bractwa, którego członkowie składali ślub czystości.
W dniu 25 kwietnia 1927 roku został rozstrzelony podczas prześladowań antykatolickich razem z Andrzejem Solą Molistem i Józefem Trynidadem Rangelem.
Beatyfikował go Benedykt XVI w dniu 20 listopada 2005 roku  w grupie trzynastu męczenników meksykańskich.
Jego wspomnienie liturgiczne obchodzone jest 25 kwietnia.